# IC 271
IC 271 је спирална галаксија у сазвјежђу Еридан која се налази на листи објеката дубоког неба у Индекс каталогу.
Деклинација објекта је - 12° 0' 30" а ректасцензија 2h 55m 59,4s. Привидна величина (магнитуда) објекта IC 271 износи 13,8 а фотографска магнитуда 14,6. IC 271 је још познат и под ознакама MCG -2-8-29, PGC 11078.